# Chapter One (album Gromee’ego)
Chapter One – debiutancki album studyjny polskiego producenta muzycznego Andrzeja „Gromee’ego” Gromali, wydany 16 marca 2018 roku nakładem wytwórni Sony Music Entertainment Poland.

## Lista utworów
Opracowano na podstawie materiału źródłowego.
| Nr  | Tytuł utworu                               | Długość |
| --- | ------------------------------------------ | ------- |
| 1.  | „Fearless” (gościnnie: May-Britt Scheffer) | 3:30    |
| 2.  | „Lingo” (gościnnie: Mahan Moin)            | 3:16    |
| 3.  | „Follow You” (gościnnie: Wurld)            | 3:01    |
| 4.  | „Light Me Up” (gościnnie: Lukas Meijer)    | 3:38    |
| 5.  | „Spirit” (gościnnie: Mahan Moin)           | 3:16    |
| 6.  | „Who Do You Love” (gościnnie: Wurld)       | 3:44    |
| 7.  | „Without You” (gościnnie: Lukas Meijer)    | 3:18    |
| 8.  | „Gravity” (gościnnie: Andreas Moe)         | 3:18    |
| 9.  | „Runaway” (gościnnie: Mahan Moin)          | 3:24    |
| 10. | „All Night 2017” (gościnnie: Wurld)        | 3:10    |
| 11. | „Hurricane” (gościnnie: Terri B!)          | 3:15    |
| 12. | „2BA”                                      | 3:26    |
| 13. | „Nieprawda” (Gromee Remix)                 | 3:38    |
| 14. | „Upiłam się Tobą” (Gromee Remix)           | 3:11    |
|     |                                            | 47:05   |

## Notowania i certyfikaty

### Notowania tygodniowe
| Lista (2018)  | Najwyższa pozycja |
| ------------- | ----------------- |
| Polska (OLIS) | 8                 |

### Certyfikat
| Kraj          | Certyfikat | Sprzedaż |
| ------------- | ---------- | -------- |
| Polska (ZPAV) | złoto      | 10 000+  |